# 1610
1610 (MDCX) a fost un an comun al calendarului gregorian, care a început într-o zi de vineri.

## Nașteri
- 6 septembrie: Francesco I d'Este, Duce de Modena (d. 1658)

## Decese
- 18 iulie: Caravaggio (n. Michelangelo Merisi), 38 ani, pictor italian (n. 1571)